# Mesosa griseomarmorata
Mesosa griseomarmorata là một loài bọ cánh cứng trong họ Cerambycidae.